# Mäetaguse (Kleindorf)
Koordinaten: 59° 14′ N, 27° 17′ O
Das Kleindorf Mäetaguse (estnisch Mäetaguse küla) liegt in der Landgemeinde Alutaguse (bis 2017 Mäetaguse) im Kreis Ida-Viru (Ost-Wierland) im Nordosten Estlands. Es ist nicht zu verwechseln mit dem gleichnamigen Großdorf mit deutlich mehr Einwohnern.
Das Dorf hat 51 Einwohner (Stand 2006).

## Schatzfund von Mäetaguse
1908 wurde auf den Feldern des zu Mäetaguse gehörenden Gehöfts Kubja ein Schatz gefunden. Er umfasste zahlreiche Gegenstände aus Bronze und Silber, daneben drei deutsche und eine englische Münze aus dem 12./13. Jahrhundert. Spätestens Anfang des 14. Jahrhunderts muss der Schatz vergraben worden sein. Die Silbergegenstände befinden sich heute in der Eremitage in Sankt Petersburg.